# Grumman AF Guardian
|}

Grumman AF Guardian là một loại máy bay chống tàu ngầm hoạt động trên tàu sân bay chế tạo cho Hải quân Hoa Kỳ.

## Biến thể
XTB3F-1
XTB3F-1S
AF-2S
AF-2W
AF-3S
Grumman Model G-90

## Quốc gia sử dụng
Hoa Kỳ
- Hải quân Hoa Kỳ
- Aero Union

## Tính năng kỹ chiến thuật (AF-2S Guardian)
Dữ liệu lấy từ Hải quân Hoa Kỳ Aircraft since 1911. 
Đặc điểm tổng quát
- Kíp lái: 3 (4 với biển thế AF-2W)[3]
- Chiều dài: 43 ft 4 in (13,21 m)
- Sải cánh: 60 ft 8 in (18,49 m)
- Chiều cao: 16 ft 2 in (5,08 m)
- Diện tích cánh: 560 ft² (52,03 m²)
- Trọng lượng rỗng: 14.580 lb (6.613 kg)
- Trọng lượng cất cánh tối đa: 22.640 lb (11.567 kg)
- Động cơ: 1 × Pratt & Whitney R-2800-48W "Double Wasp" kiểu động cơ piston bố trí tròn, 2.400 hp (1.790 kW)

 Hiệu suất bay 
- Vận tốc cực đại: 253 mph (276 kn, 510 km/h)
- Tầm bay: 1.500 mi (1.304 nmi, 2.415 km)
- Trần bay: 15.000 ft (9.900 m)
- Vận tốc lên cao: 1.850 ft/phút (9,4 m/s)

Trang bị vũ khí

- Rocket: 16× rocket 5 in (127 mm) (HVAR)
- Bom: 4.000 lb (1.814 kg) bom, ngư lôi và bom chống ngầm